# Municipio de Jefferson (condado de Chautauqua)
El municipio de Jefferson (en inglés: Jefferson Township) es un municipio ubicado en el condado de Chautauqua en el estado estadounidense de Kansas. En el año 2010 tenía una población de 686 habitantes y una densidad poblacional de 4,74 personas por km².

## Geografía
El municipio de Jefferson se encuentra ubicado en las coordenadas 37°8′59″N 96°26′39″O / 37.14972, -96.44417. Según la Oficina del Censo de los Estados Unidos, el municipio tiene una superficie total de 144.7 km², de la cual 143,32 km² corresponden a tierra firme y (0,96 %) 1,38 km² es agua.

## Demografía
Según el censo de 2010, había 686 personas residiendo en el municipio de Jefferson. La densidad de población era de 4,74 hab./km². De los 686 habitantes, el municipio de Jefferson estaba compuesto por el 90,96 % blancos, el 0,29 % eran afroamericanos, el 4,23 % eran amerindios, el 0,15 % eran asiáticos y el 4,37 % eran de una mezcla de razas. Del total de la población el 1,6 % eran hispanos o latinos de cualquier raza.